# Jørgen Bæk Simonsen
Dr.phil. Jørgen Bæk Simonsen (født 1951) er en dansk forsker, historiker og religionshistoriker med speciale i arabisk og islamisk historie. Han har bl.a. været direktør for Det Danske Institut i Damaskus.

## Ungdom
Som ung i 1969 var Bæk Simonsen på et arbejdsophold i en israelsk kibbutz, hvor han efter eget udsagn oplevede en brutal diskrimination af de lokale palæstinensere, som ændrede hans verdensbillede. I 1972 blev han nysproglig student fra Fyns Studenterkursus, og i 1973 begyndte han at læse historie, samtidig med at han tog en bifagseksamen i arabiske studier ved Institut for Semitisk Filologi.

## Karriere
Bæk Simonsen blev cand.mag. i 1979 med en grad i historie, religionshistorie og islamiske studier og arbejdede derefter i to år som gymnasielærer på Gentofte HF. Fra 1981 til 1984 var han ansat ved det daværende Odense Universitet, hvor han var med til at opbygge universitets Center for Mellemøststudier.
Bæk Simonsen erhvervede sin doktorgrad i 1988 på en afhandling om islamisk beskatning med titlen Studies in the Genesis and Early Development of the Caliphal Taxation System. I 1992 blev han lektor ved Carsten Niebuhr Instituttet på Københavns Universitet. I perioden 2001-2005 var han direktør for Det Danske Institut i Damaskus. I dag er han lektor emeritus ved Carsten Niebuhr Afdelingen under Institut for Tværkulturelle og Regionale Studier på Københavns Universitet.

## Engagement i offentlig debat
Et af Bæk Simonsens store forbilleder var filologen og orientalisten, professor Johannes Østrup, der mente, at en af universitetets fornemste roller var at formidle viden til det omkringliggende samfund. Bæk Simonsen har ligeledes lagt stor vægt på, at forskere har pligt til at formidle deres viden til samfundet. Han har derfor ofte taget del i den offentlige debat om emnerne indenfor sit forskningsområde. Blandt andet har han adskillige gange deltaget i diskussioner med præsten og politikeren Jesper Langballe i forsamlingshuse rundt om i Danmark.
Bæk Simonsen har ofte argumenteret for, at de enkelte muslimers politiske holdninger ikke kan henføres til en fælles muslimsk tradition som sådan.
Bæk Simonsens optræden i den offentlige debat har gjort ham til en kontroversiel figur i nogle kredse. Politikeren Naser Khader beskyldte i 2006 Jørgen Bæk Simonsen og kollegaen Tim Jensen for at politisere og udtale sig uden forskningsmæssigt belæg. Simonsen afviste kritikken med svaret: "Jeg tror, folk er opmærksomme på, at der er forskningsmæssigt grundlag for mine udtalelser. De bliver naturligvis mere personlige i nogle situationer, men min mening er jo ikke en, jeg trækker i en automat. Den er funderet i mit arbejde med at studere islam". Blogger og historiestuderende Kim Møller kritiserede Bæk Simonsen i sit universitetsspeciale, der bagefter blev udgivet af Trykkefrihedsselskabet som bogen Vejen til Damaskus, dansk islamforskning 1885-2005. Møllers anklager mod Bæk Simonsen for akademisk underlødighed blev dog afvist af forskere som Peter Seeberg (centerleder ved Mellemøststudier på Syddansk Universitet) og Rasmus Alenius Boserup.

## Hæder
Jørgen Bæk Simonsen modtog Drassows Legat for sit forfatterskab i 2008.

## Bøger
- Politikens bog om islam (2008) ISBN 9788756774673
- Hvad er islam (2006) ISBN 87-500-3868-0, 2. udgave (2015) ISBN 9788750046288
- Islam med danske øjne – danskernes syn på islam gennem 1000 år (2006) ISBN 87-500-3911-3
- Vikingerne ved Volga – Ibn Fadlans rejsebeskrivelse resumeret, deloversat og kommenteret af Jørgen Bæk Simonsen (2004-2005) ISBN 87-89531-17-5
- Politikens Islamleksikon (1995-2001) ISBN 87-567-6565-7
- Det retfærdige samfund – om islam, muslimer og etik (2001) ISBN 87-500-3638-6
- Islam i Danmark – muslimske institutioner i Danmark 1970-1989 (1990) ISBN 87-7288-290-5